# Gustav Rödel

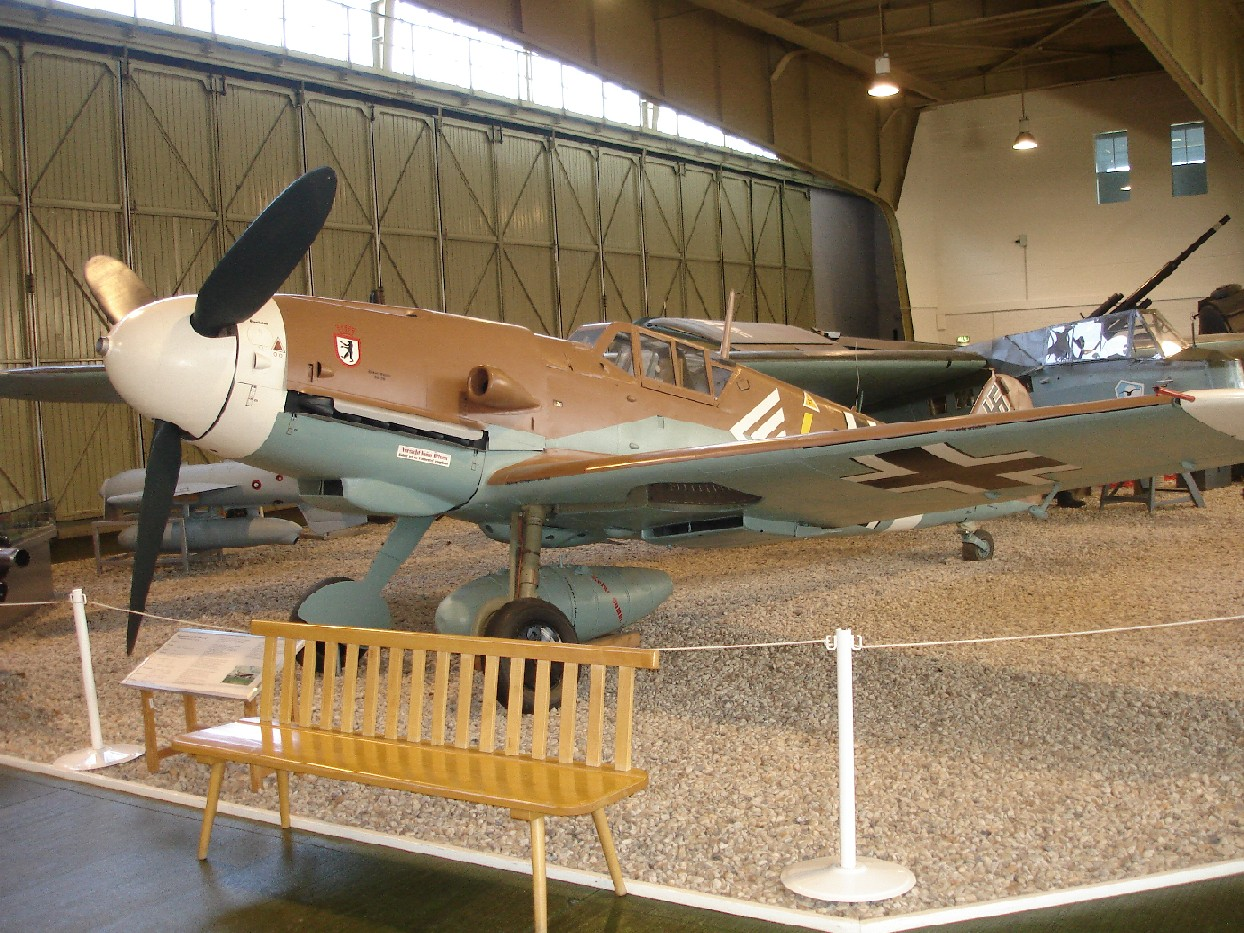
Gustav Rödels Bf 109 G-2 als Nachbau im Luftwaffenmuseum Berlin

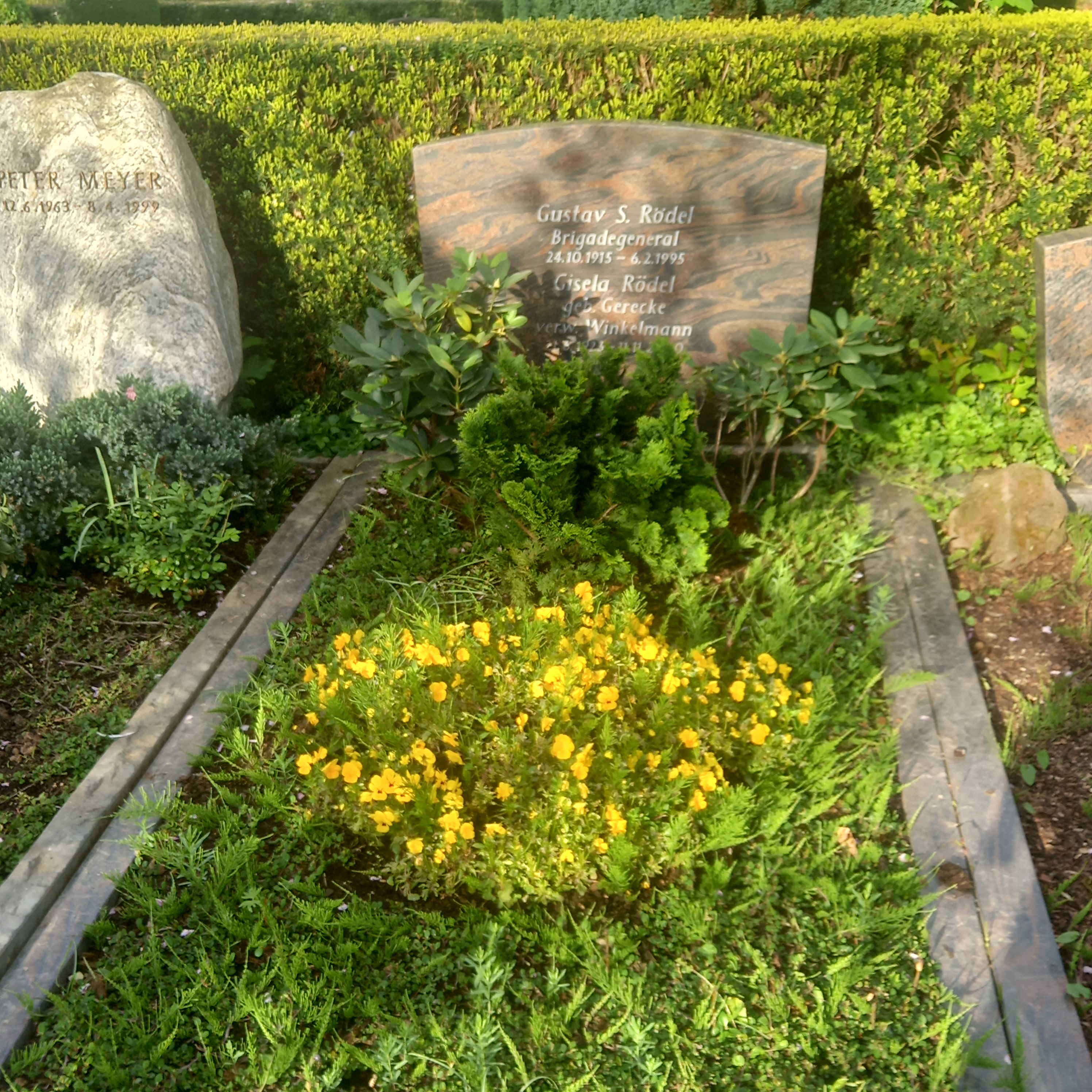
Das Grab von Gustav Rödel und seiner Ehefrau Gisela geborene Gerecke auf dem Rüngsdorfer Friedhof in Bonn

Gustav-Siegfried Rödel (* 24. Oktober 1915 in Merseburg; † 6. Februar 1995 in Bonn) war ein deutscher Offizier, zuletzt Brigadegeneral der Luftwaffe der Bundeswehr.

## Leben
Rödel, Sohn eines Schlossers, trat 1936 als Fahnenjunker in die Luftwaffe der Wehrmacht ein und ließ sich als Jagdflieger ausbilden. In den Jahren 1938/39 diente er als Leutnant in der Jagdgruppe 88 (J/88) der Legion Condor im Spanischen Bürgerkrieg. Am 1. Juli 1939 wechselte er zur I. Gruppe des Jagdgeschwaders 76, bevor er ab 1. September 1939 mit der I. Gruppe des Jagdgeschwaders 21 am Überfall auf Polen teilnahm. Dabei musste er am 7. September aufgrund eines Motorschadens seiner Messerschmitt Bf 109 D-1 hinter den feindlichen Linien notlanden, konnte aber einen Tag später wieder die eigenen Truppen erreichen. Am 24. November 1939 wechselte er in den Stab und ab Juli 1940 in die 4. Staffel des Jagdgeschwaders 27. Ab 7. September übernahm er als Oberleutnant die 4. Staffel als Staffelkapitän, bevor er am 22. Juni 1940 das Ritterkreuz des Eisernen Kreuzes überreicht bekam. Nach seiner Beförderung zum Hauptmann übernahm er ab 20. Mai 1942 die II. Gruppe des Geschwaders als Gruppenkommandeur. Inzwischen auf dem nordafrikanischen Kriegsschauplatz eingesetzt, wurde er am 15. September 1942 mit seiner Messerschmitt Bf 109 F-4 von einer Curtiss P-40 abgeschossen und musste nahe El-Alamein notlanden. Am 22. Mai 1943 stieg er als Major zum Geschwaderkommodore auf und erhielt am 20. Juni 1943 das Eichenlaub zum Ritterkreuz. Ab Februar 1945 führte er bis Kriegsende die 2. Jagd-Division. Er erreichte den Rang eines Oberst und konnte in fast 1000 Feindflügen 98 Luftsiege verbuchen.
Bereits während des Krieges stand Rödel der nationalsozialistischen Ideologie sehr kritisch gegenüber und war zudem um Menschlichkeit in der Kriegführung bemüht. So drohte er seinen Untergebenen für den Fall, dass sie einen abgeschossenen, am Fallschirm niedergehenden feindlichen Piloten erschießen sollten, dass er sie dann selbst erschießen werde. Mit dieser Einstellung prägte er unter anderem Franz Stigler maßgeblich. Andererseits unterschied sich Rödel damit zugleich von anderen Piloten, insbesondere seinem großen Gegner auf dem afrikanischen Kriegsschauplatz, Clive Caldwell, der (unter anderem deshalb) unter seinen eigenen Kameraden den ungeliebten Spitznamen „Killer“ trug.
Im Gegensatz zur üblichen Gepflogenheit unterließ Rödel es, das Seitenruder seines Flugzeugs mit Markierungen der abgeschossenen Feindmaschinen zu versehen.
Rödel trat 1957 in die Bundeswehr als Oberst ein, durchlief eine Ausbildung in den USA, war Leiter der Luftverteidigungsabteilung bei SHAPE, Referent im Führungsstab der Luftwaffe II 6, Leiter der Inspektion Raketenverbände im Luftwaffenamt, Leiter Flugkörperverbände im Luftwaffenamt und stellvertretender Befehlshaber des Alliierten Luftverteidigungssektors 3 in Birkenfeld/Erbeskopf. Zuletzt war er von Anfang Oktober 1968 bis zu seiner Versetzung in den Ruhestand mit Ablauf des Septembers 1971 Befehlshaber des Alliierten Luftverteidigungssektors 2 in Uedem.
Von 1972 bis 1990 war Rödel Industrieberater für etwa ein Dutzend Unternehmen, darunter Sikorsky Aircraft, sowie Mitarbeiter des Luftfahrtindustriebüros von Adolf Galland.
1986 entdeckten Veteranen des JG 27, darunter Gustav Rödel und Eduard Neumann, an der Absturzstelle ihres Staffelkameraden Hans-Joachim Marseille in Ägypten die vorher lange Zeit verschollene sogenannte Marseille-Pyramide. Später sorgten die Kameraden für einen Wiederaufbau und eine feierliche Einweihung.

## Auszeichnungen
- Eisernes Kreuz (1939) II. und I. Klasse
- Spanienkreuz
- Deutsches Kreuz in Gold am 16. Juli 1942[6]
- Ritterkreuz des Eisernen Kreuzes am 22. Juni 1941[7]
  - Eichenlaub (255.) am 20. Juni 1943 (als Major)[8]